# Hobart (Oklahoma)
Hobart település az Amerikai Egyesült Államok Oklahoma államában, Kiowa megyében, melynek megyeszékhelye is. Lakosainak száma 3413 fő (2020. április 1.).

## Népesség
A település népességének változása:

| 2010 | 3 756 |
| 2020 | 3 413 |